# Thermoniphas fumosa
Thermoniphas fumosa is een vlinder uit de familie van de Lycaenidae. De wetenschappelijke naam van de soort is voor het eerst gepubliceerd in 1952 door Henri Stempffer.
De soort komt voor in Nigeria, Kameroen, Gabon, Congo-Brazzaville, Centraal Afrikaanse Republiek en Congo-Kinshasa.